# Pellegrino Tibaldi
Pellegrino Tibaldi (Púria, Valsolda, 1527. ili 1532. – Milano, 1592. ili 27. svibnja 1596.), talijanski slikar, arhitekt i kipar. 
U slikarstvu je pod utjecajem Parmigianinova manirizma i Michelangelove kompozicije. Kao arhitekt slijedi Vignolu u primjeni arhitektonskih elemenata. Vodio je gradnju katedrale u Milanu. U Milanu je još sagradio i crkve San Fedele i San Sebastiano. 1587. godine u Španjolskoj vodi gradnju Escoriala.